# 劳拉·聚塞米尔希
劳拉·聚塞米尔希（德語：Laura Süßemilch，1997年2月23日—），德国女子自行车运动员，2021年欧洲场地自行车锦标赛女子团体追逐赛金牌得主、2021年世界场地自行车锦标赛女子团体追逐赛金牌得主、2023年欧洲场地自行车锦标赛女子团体追逐赛铜牌得主。